# Szuromi Szabolcs
Szuromi Szabolcs Anzelm O.Praem. (Budapest, 1972. október 31.–) Széchenyi-díjas római katolikus pap, premontrei rendi kanonok, kánonjogász, teológus, egyetemi tanár; a Pázmány Péter Katolikus Egyetem volt rektora.

## Élete
A budapesti II. Rákóczi Ferenc Gimnáziumban érettségizett 1991-ben. Teológiai tanulmányait a PPKE Hittudományi Karán végezte 1991-től. 1998. augusztus 15-én lépett be a Csornai Premontrei Prépostság tagjai közé. 1999-ben a Kaliforniai Szt. Mihály Apátság vendégnövendéke. 2000. XII. 17-én Csornán szentelték pappá. 2002. VIII. 15-én tett örökfogadalmat, ugyancsak Csornán.
1995-től jogot tanult, 1996-ban paleográfus, 1999-ben kánonjogból PhD fokozatot szerzett. 2002-ben megkapta a habilitált doktori címet a PPKE Hittudományi Karán. 2006-ban teológiából szerzett PhD fokozatot. 2010-ben állam- és jogtudomány területén elnyerte a Magyar Tudományos Akadémia (MTA) doktora címet (DSc).
1996-tól 1998-ig a Budapesti Egyetemi Katolikus Gimnázium hittanára és cserkészparancsnoka volt. 1998-tól a PPKE Kánonjogi Posztgraduális Intézet tanára. 2000 és 2002 között a szombathelyi Premontrei Rendi Szt. Norbert Gimnázium filozófia és hittan tanára. 2001-től 2011-ig lelkipásztorként ellátta a budapesti Szt. Ágoston Kápolnaigazgatóságot. 2002-től 2006-ig a PPKE Kánonjogi Posztgraduális Intézet nyilvános rendkívüli tanára. 2002-ben Mádl Ferenc köztársasági elnök egyetemi tanárrá nevezte ki.
2006-ban a római székhelyű Apostoli Szentszék megerősítésével az egyházjog alapján is elnyerte a nyilvános rendes tanári státuszt a PPKE Kánonjogi Posztgraduális Intézetben, és egyúttal kinevezték az Intézet elnökének. Ezzel párhuzamosan 1999-től 2006-ig a győri Széchenyi István Főiskola (majd Egyetem) Jogi Intézetében is tanított. 2001-től vendégprofesszor az Universidad de Las Palmas Jogi Karán, és a PPKE Jog- és Államtudományi Karán is oktat. 2002 és 2011 között a PPKE Hittudományi Kar levelező képzésében is tanít.
2005-től az ELTE Állam- és Jogtudományi Karán is hirdet kurzusokat, valamint a Collegio San Norberto (Róma) vendégprofesszora. 2009-ben kinevezték a PPKE Hittudományi Kara Kánonjogi Tanszéke vezetőjének. 2009-től 2013-ig a Pontificia Università S. Tommaso (Angelicum) és az International Tribunal Institute of Archdiocese of Los Angeles közös képzésének vendégprofesszora. 2011-től kezdve pedig a Christendom College, Vita Consecrata Institute (Virginia, USA) vendégprofesszora. 2013-tól vezeti a PPKE Kánonjogtörténeti Kutatóközpontját.
Széles körű alapkutatásokat végez 2000-től Európa, Oroszország és az Amerikai Egyesült Államok legjelentősebb 11-13. sz-i kánonjogi kéziratokat őrző gyűjteményeiben. Kutatási területe a kánonjogtörténet, a kodikológia, az egyházi alkotmány-, szerzetes- és büntetőjog, valamint az állami egyházjog. 2001-től rendszeres kutatásokat folytat a Pontificia Università Santa Croce-én (Róma) és a Biblioteca Apostolica Vaticana-ban. 2004-ben a müncheni Stephan Kuttner Institute kutatója lesz. 2006-ban megválasztják a Magyar Kánonjogi Társaság elnökének. 2006-ban a Magyar Katolikus Püspöki Konferencia kinevezi az Országos Katolikus Gyűjteményi Központ szerzetesi referensének. 2006 és 2012 között, majd 2012-től újabb hat évre az egyetemes premontrei rend vizitátornak választják. 2007-től 2009-ig és 2010-től 2011-ig a Magyar Felsőoktatási Akkreditációs Bizottság Plénum tagja, a Hit- és Vallástudományi Bizottság elnöke, a Doktori és az Egyetemi Tanári Bizottság tagja.
Nevéhez fűződik a hittudománynak és a vallástudománynak a magyarországi tudományok felosztásában történő, és a nemzetközi tudományterületi felosztási elveket következetesen szem előtt tartó világos elkülönítése, azaz a tisztán hitéleti képzések hittudományként történő definiálása és ennek az elvnek az érvényesítése a MAB-on belül 2009-ben. 2007-ben kinevezik a PPKE rektor-helyettesének. 2008-tól a Stephan Kuttner Institute of Medieval Canon Law felügyelő bizottsági tagja, először München székhellyel, majd 2013. I. 1-jétől a Yale University-n (New Haven, USA). 2009-től 2011-ig tagja az Országos Doktori Tanácsnak 2011. szeptember 1-vel a római székhelyű Apostoli Szentszék megerősíti rektori kinevezését a PPKE élére. 2011-től a Magyar Rektori Konferencia (MRK) elnökségi tagja lesz. 2011-ben szavazati jogú taggá választják az MTA Állam- és Jogtudományi Bizottságában. 2012-ben megválasztják a nijmegen-i székhelyű International Research University Network (IRUN) Vezetőségi Bizottságának tagjává. Ugyancsak 2012-ben az MRK Hittudományi Felsőoktatási Bizottsága elnökének választják. 2013-ban az egyetemes Premontrei Rend a Commissio Historica tudományos testület tagjai közé választja addigi tudományos munkája elismeréséül.
Tudományos tevékenysége kutatási területein nemzetközi viszonylatban is elismerten kiemelkedően releváns. 1997-től a Rivista Internazionale di Diritto Comune (Catania-Róma) munkatársa. 2002-től felelős szerkesztője a Kánonjog nemzetközi szerkesztőbizottságú szakfolyóiratnak, továbbá szerkesztőbizottsági tagja a Folia Canonica és a Bibliotheca Historiae Ecclesiasticae Universitatis Catholicae de Petro Pázmány nuncupatae folyóiratnak, ill. sorozatnak. 2009-től a Folia Theologica nemzetközi szakfolyóirat felelős szerkesztője, és a Teológia szakfolyóirat felügyelőbizottságának tagja. 2013-tól a Folia Theologica et Canonica nemzetközi szakfolyóirat felelős szerkesztője. A Magyar katolikus lexikon kánonjogi szócikkeinek összeállítója 2004-től, valamint a hét kötetes Pamplonában kiadott legújabb átfogó kánonjogi lexikon munkatársa és több szócikkének szerzője 2012-ben. 2013-ban felkérik a Jogtudományi Enciklopédia egyházjogi témáinak szerkesztőjéül.
Több mint 510 tanulmánya jelent meg tudományos folyóiratban és periodikában. Számos egyházmegyei jogú szerzetesintézmény és krisztushívők társulása számára írt, vagy dolgozott át szabályzatot (Magyarország; Szlovákia; Lengyelország, Olaszország, Spanyolország, Ausztrália, Kanada, USA: Arizona, Arkansas, Kalifornia, Colorado, Oregon, Virginia államok; Mexikó). Több magyarországi jogszabály előkészítésében működött közre, mint egyházi, ill. felsőoktatási szakértő.

## Fontosabb művei
- A püspökökre vonatkozó egyházfegyelmi intézkedések az Anselmi Collectio Canonum-ban, Budapest, 2000
- A temetésre vonatkozó egyházfegyelmi rendelkezések a XII-XIII. sz-ban, Budapest 2002 (javított és bővített formában: Budapest, 2007)
- Egyházi intézménytörténet, Budapest, 2003
- Bevezetés a katolikus hit rendszerébe, Budapest 2004; 2007; 2008; 2009; 2010; 2013
- Parare viam Domino, Budapest, 2005
- Medieval Canon Law Collections and European Ius Commune, Budapest, 2006
- Anselm of Lucca as a Canonist, Frankfurt am Main, 2006
- Sacrae disciplinae leges. Commemorazione del 25° anniversario della promulgazione del nuovo Codice di Diritto Canonico, Budapest, 2008
- Concordatary Law, Budapest, 2008
- Medieval Canon Law – Sources and Theory, Budapest, 2009
- From a reading book to a structuralized canonical collection –The Textual Development of the Ivonian Work –, Berlin, 2010
- Proceeedings of the Thirteenth International Congress of Medieval Canon Law. Esztergom, 3 August – 8 August 2008 (Erdő P.-rel), Città del Vaticano, 2010
- Szempontok a katolikus egyház jogrendjének működéséhez, Budapest, 2010
- Egyházjogi metodológia, Budapest, 2011
- Fejezetek az egyházi jogalkotás történetéből – források és intézmények –, Budapest 2011
- Il quindicesimo anniversario dell’Istituto di Diritto Canonico “ad instar facultatis” dell'Università Cattolica Pázmány Péter, Budapest 2011
- Bevezetés a katolikus hit rendszerébe; 6. jav. kiad.; Szt. István Társulat, Bp., 2013
- Egy működő szakrális jogrend. A katolikus egyház jogának néhány sajátos fogalma és intézménye; Szt. István Társulat, Bp., 2013 (Bibliotheca Instituti Postgradualis Iuris Canonici Universitatis Catholicae de Petro Pázmány nominatae III. Studia)
- A tudományos módszer. A Pázmány Péter Katolikus Egyetem I. Dies Academicus-ának tanulmányai. Budapest, 2013. április 19.; szerk. Szuromi Szabolcs Anzelm; Szt. István Társulat, Bp., 2013 (Pázmány könyvek sorozat)
- Kérdések az állami egyházjog köréből (Bibliotheca Instituti Postgradualis Iuris Canonici Universitatis Catholicae de Petro Pázmány nominatae III/17), Budapest 2014 [Ferenczy R.-val]
- The Testimony of Medieval Canonical Collections – Texts, Manuscripts, Institutions – (Bibliotheca Instituti Postgradualis Iuris Canonici Universitatis Catholicae de Petro Pázmány nominatae III/18), Budapest 2014
- "The authentic love is service of the salvation of souls through wise validation of justice". 20th anniversary of the Institute of Canon Law "ad instar facultatis" of the Pázmány Péter Catholic University, Budapest, Hungary; szerk. Szuromi Szabolcs Anzelm; Szt. István Társulat, Bp., 2016
- Az egyházi intézményrendszer története. Kánonjogtörténeti bevezetés; Szt. István Társulat, Bp., 2017 (Szent István kézikönyvek)

## Díjai
- A Magyar Érdemrend középkeresztje (2014)
- Széchenyi-díj (2023)